# 青岛有轨电车
青岛有轨电车，全称青岛市城阳区现代有轨电车示范线，是位于中华人民共和国青岛市的有轨电车系统，共包含1条公交线路（城阳线），由青岛公交集团轨道巴士有限公司负责运营管理。

## 沿革

### 民国规划设想
20世纪20年代，胶澳商埠督办公署青岛市政部门计划筹建官办有轨电车，以取代部分公共汽车。
1938至1940年间，胶澳电汽公司曾拟官商同办有轨电车，并在中山路邮电支局成立“电车筹备处”，但因青岛特别市公署认为青岛的地形坡度大，有轨电车钢轮与轨道间的摩擦力不足，因而不宜通行电车，使得电车计划未能实现。

### 现代实质建设
2013年4月，青岛市规划了一条全长约6 km的南北向有轨电车线路，后因道路条件所限计划改为在城阳区建设东西向线路。作为中国首个真正意义上以EPC（设计-采购-施工）模式承建的有轨电车建设项目，该工程于2014年中入场施工，12月15日工程全线实现了轨通、电通。12月17日起，面向社会开展征集车辆标志、车体颜色、车站站名意见的活动。12月28日上午启动空载试运行，随后继续对线路、车辆、信号系统的各项技术参数进行测试和调整，驾驶、乘务人员业务练习。
2015年6月，项目被中国交通企业委员会评为“2015年度交通运输企业低碳节能环保优秀项目”。 10月，车辆场中心机房计轴终端设备进行调试，并与正线道岔控制区域联调联试。12月18日，40余名市民代表受邀试乘有轨电车。
2016年1月，开展有轨电车试运营评审工作。2月5日，市民凭试乘票可免费进行试乘体验。2月24日，有轨电车第三次专家评审复核通过。3月5日，开始正式载客试运营。11月8日，第7辆配车上线，全线配车到位。

## 线路及站点
线路西起和阳路与锦城路交叉口，沿和阳路、华城路、春阳路，东至驯虎山路与春阳路交叉口，全长8.77 km，全部为地面线。线路的和阳路西段采用共享路权，长约400米，其余路段均采用半封闭路权，即区间专有路权和路口混合路权。西端预留向铁路城阳站延伸的条件。全线设7座混合变电所，双绝缘弹性悬挂接触网，额定电压为直流750伏。
设置前旺疃站、青特小镇站、水库公园站、荟城路站、青威路站、国城路站、春城路站、长城路站、农业大学站、明阳路站、正阳路站、城阳批发市场站，共12座站点，其中2个站点为换乘站，与后期将建设的其他轨道交通路线相衔接。远期向西延伸至城阳站。

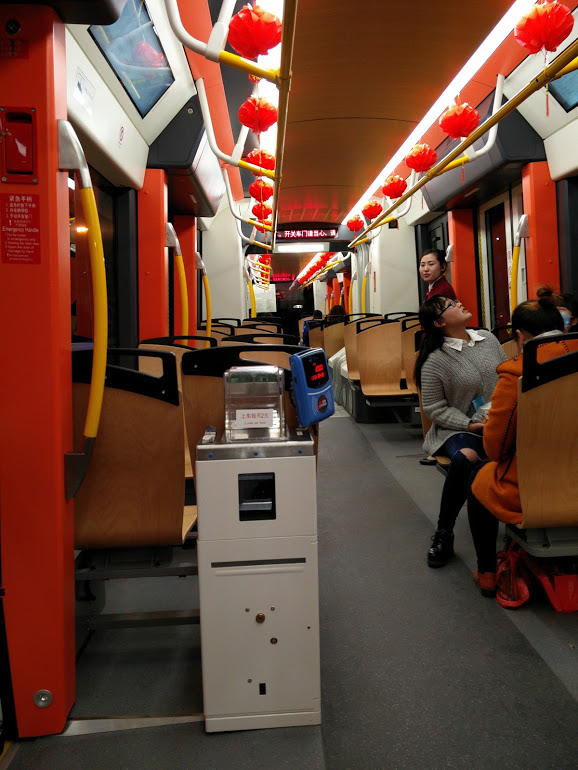
SFY03型有轨电车内部

2023年11月1日起，原前旺疃站更名为青特小镇，原青特小镇站更名为前旺疃站，原水库公园站更名为贤城路站，原天安数码城站更名为白云山公园（天安数码城）站，原正阳中路站更名为民生公园站。

## 车辆及车辆段

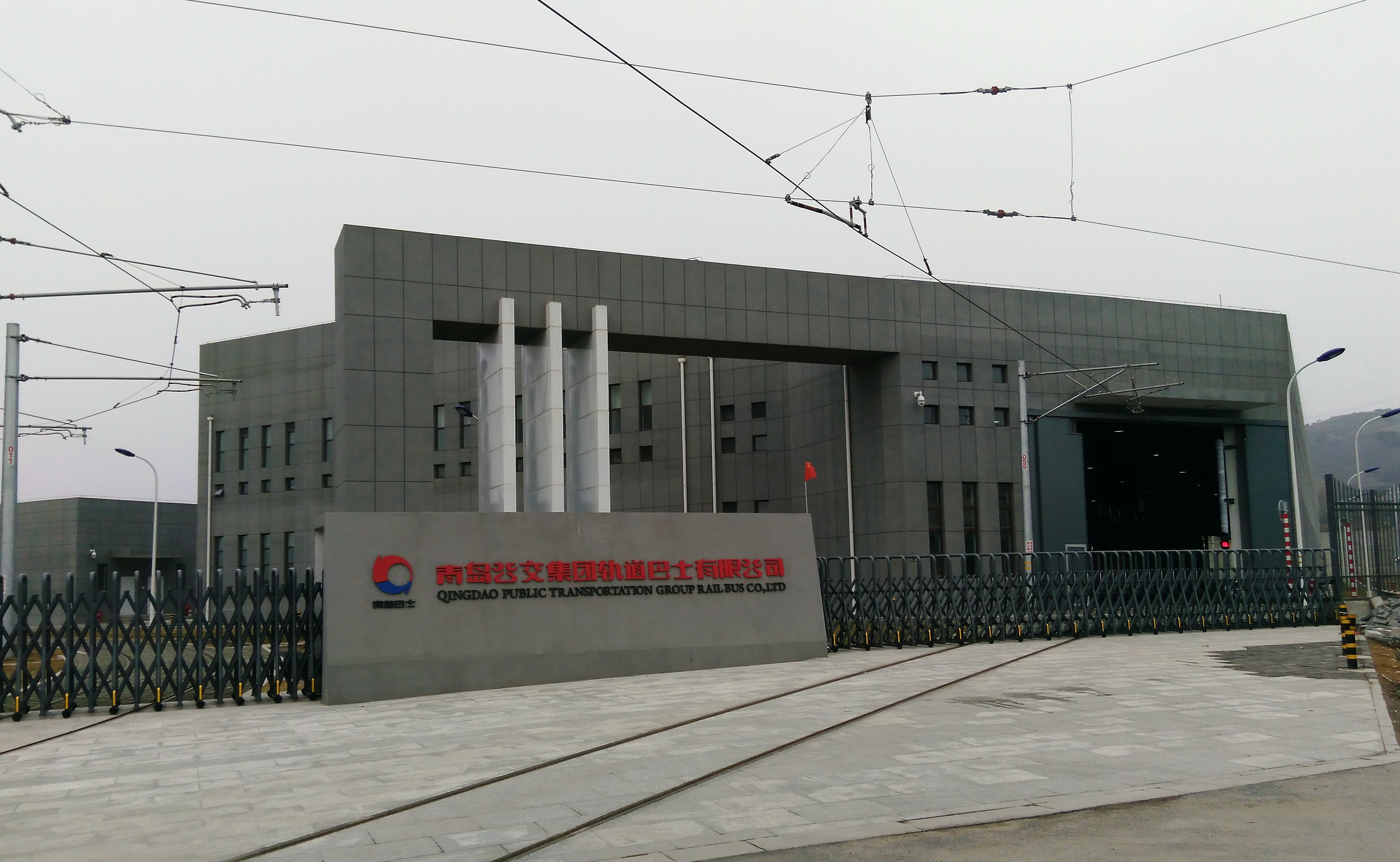
青岛公交集团轨道巴士有限公司

车辆由中车四方生产，型号为SFY03型，原型车为斯柯达15 T ForCity。实车车体宽2.65 m，车长35.19 m。车头设计富有流线型，设计最高运行时速70 km。车辆双向车头、双侧开门；采用模块化设计、编组灵活；三节编组，总载客量超过300人。车内为全低地板，车厢地板高出地面35 cm。
全系统设置1座车辆段——前旺疃车辆段，占地2公顷，位于线路东端规划春阳路与规划凤凰山路路口西北角。承担初近期配属车辆的年检、周月检、列检、停放、日常维修等工作。一、二级修工作委托车辆厂家中车四方完成。

## 乘务及票制
有轨电车采用人工调度管理模式，车上配1名驾驶员、3名乘务员，年龄均在35岁之内，工龄均在2年以上。乘客在站点候车，实行车上缴费模式。一票制，单程票价2元，采用车上自主刷卡（琴岛通卡）和投币两种售票方式。